# Questions (Chris Brown)
Questions è un singolo del cantante statunitense Chris Brown, estratto dal suo ottavo album in studio Heartbreak on a Full Moon, pubblicato il 16 agosto 2017 dalla RCA Records.

## Pubblicazione
Nel settembre del 2016 un amico del cantante postò un video di Instagram dove Brown dipingeva, e nel sottofondo del video era presente un'anteprima del brano. Dopo aver annunciato a luglio 2017 l'uscita di due nuovi singoli, pubblico rispettivamente il 4 agosto ed il 14 agosto, Pills & Automobiles, un singolo con sonorità più hip-hop, e Questions, un singolo più pop.

## Descrizione
Questions è un brano che mescola elementi di dancehall, pop ed R&B e che contiene campionamenti di Turn Me On, famosa hit del 2003 interpretata dal cantante sanvincentino Kevin Lyttle. Nel testo, il cantante corteggia una ragazza con il fine di portarla a casa dopo la festa.

## Video musicale
Lo stesso giorno della pubblicazione del singolo, Brown ha caricato il video ufficiale del brano sul suo canale YouTube Vevo.

## Classifiche
| Classifica (2017)                    | Posizione massima |
| ------------------------------------ | ----------------- |
| Australia                            | 56                |
| Belgio (Fiandre)                     | 24                |
| Belgio (Vallonia)                    | 13                |
| Canada                               | 53                |
| Francia                              | 138               |
| Germania                             | 74                |
| Irlanda                              | 37                |
| Libano                               | 15                |
| Nuova Zelanda                        | 33                |
| Paesi Bassi                          | 43                |
| Portogallo                           | 69                |
| Repubblica Ceca                      | 53                |
| Svizzera                             | 55                |
| Svezia                               | 40                |
| Regno Unito                          | 12                |
| Stati Uniti                          | 78                |
| U.S. Billboard Hot R&B/Hip-Hop Songs | 32                |